# Sallins
Sallins (iriska: Na Solláin) är en ort i grevskapet Kildare i Republiken Irland. Sallins ligger cirka 3,5 kilometer från Naas och räknas ibland som en förort till den staden. Orten uppstod på en plats där Grand Canal och järnvägslinjen mellan Dublin och Limerick korsar varandra. Den viktigaste arbetsgivaren var en tidigare stor malningsstation Odlum's Flour Mills. Kanalen är en populär fiskeplats. År 2002 hade orten 2 922 invånare.
Under senare tid har Sallins ändrat karaktär. Sedan 1990-talet har befolkningen sexdubblats och de flesta som flyttar hit pendlar till Dublin. Järnvägsstationen stängdes år 1963, men öppnades igen 1994. Tåget som går förbi är Kildare "Arrow".